# Gianni Lonzi
Gianni Lonzi (Firenze, 4 agosto 1938) è un ex pallanuotista, allenatore di pallanuoto e dirigente sportivo italiano, vincitore di una medaglia d'oro all'Olimpiade di Roma 1960, membro delle commissioni tecniche della European Aquatics e della World Aquatics.

## Biografia
La sua carriera di pallanuotista è stata legata a Pro Recco (con cui vinse due scudetti), Rari Nantes Florentia (della quale è stato il capitano) e Camogli.
Dal 1973 al 1982 è stato allenatore della nazionale italiana di pallanuoto, con la quale vinse il mondiale 1978 ed ottenne un secondo posto alle Olimpiadi 1976, oltre ad un terzo posto al mondiale 1975 ed agli europei 1977.
È stato presidente della Rari Nantes Florentia dal 1992 al 1999. È sposato con Antonella Ragno, ex schermitrice. Nel 2009 è stato inserito nella International Swimming Hall of Fame.
Il 3 novembre 2018 Gianni Lonzi ricevette una pergamena dalle autorità del comune di Firenze, che lo identificarono quale cittadino che compì atti eroici per salvare molte persone durante l'alluvione di Firenze del 4 novembre 1966.

## Palmarès

### Club
- Campionato italiano: 2

Pro Recco: 1967, 1968